# Heinz Fritz Köhler
Heinz Fritz Köhler (ur. 12 maja 1942 w Mitwitz) – niemiecki polityk, prawnik i samorządowiec, poseł do Parlamentu Europejskiego III kadencji, od 2002 do 2005 poseł do Bundestagu.

## Życiorys
W 1963 dał egzamin maturalny w Coburgu. Studiował następnie ekonomię i prawo na uniwersytetach w Würzburgu i Monachium. W 1967 i 1970 zdał państwowe egzaminy prawnicze I i II stopnia, zaś w 1970 obronił doktorat z zakresu nauk prawnych. Od 1970 pracował krótko jako urzędnik w lokalnych władzach Górnej Frankonii. W latach 70. publikował książki poświęcone prawu pracy, po zakończeniu kariery politycznej został współautorem przewodników turystycznych.
Związał się z Socjaldemokratyczną Partia Niemiec, od 1987 kierował jej strukturami w Kronach, a od 1991 do 1997 w Górnej Frankonii. W latach 1972–1989 zasiadał w radzie powiatu Kronach, kierował jako landrat administracją powiatu. Od 1974 do 1986 był członkiem rady Górnej Frankonii (w latach 1976–1986 przewodniczył frakcji SPD). Jednocześnie zasiadał w zarządach i radach nadzorczych różnych spółek, m.in. związanych z planowaniem przestrzennym, dostarczaniem wody, oczyszczaniem miasta i informacją turystyczną. Od 1973 do 1999 kierował parkiem krajobrazowym Naturpark Frankenwald, a od 1999 do 2003 bawarskim oddziałem Niemieckiego Czerwonego Krzyża.
W 1989 uzyskał mandat posła do Parlamentu Europejskiego. Przystąpił do grupy socjalistycznej, został m.in. wiceprzewodniczącym Delegacji ds. stosunków z Czechosłowacją (1989–1992) i Delegacji do Wspólnej Komisji Parlamentarnej UE-Norwegia (1992–1994). Następnie w latach 1994–2002 zasiadał w landtagu Bawarii. Od 2002 do 2005 był deputowanym do Bundestagu. W 2003 doznał udaru, po którym miał problemy z mową, w związku z czym nie kontynuował kariery politycznej po zakończeniu kadencji.

## Życie prywatne
Jest luteraninem. Żonaty, ma dwoje dzieci. 

## Odznaczenia
Odznaczony m.in. Krzyżem Zasługi na Wstędze oraz Krzyżem Zasługi I Klasy Orderu Zasługi Republiki Federalnej Niemiec, a także Bawarskim Orderem Zasługi.